# Vijayabahu V
Vijayabahu V est le dernier roi de Dambadeniya, dans l'actuel Sri Lanka.

## Biographie
On ignore tout de Vijayabahu V qui règne de 1335 à 1345 ou de 1342/47 à 1352/53  toutefois c'est à la fin du règne de son prédécesseur ou au début du sien que le fameux voyageur arabe Ibn Batuta aborde le nord de l'île dans le port de Puttalam  qui est une possession du royaume de Jaffna. Il indique que le roi cinghalais à cette époque se nomme « Alkonar » et qu'il a été aveuglé lors d'une révolution de palais mais qu'il règne encore.

### Remarque sur les sources historiques
- Livres en pali : Culavamsa et Rajaveliya. Les dates de règne des rois de Dambadeniya sont différents entre ces 2 livres.